# Operationele Prioritaire Stoffen model
Operationele Prioritaire Stoffen model (OPS) is een rekenmodel, geleverd door RIVM en PBL. OPS berekent de geografische spreiding en depositie van verontreinigende stoffen zoals SOx, NOx en NH3. OPS wordt gebruikt door de online RIVM applicatie AERIUS.

## Betrouwbaarheid
De modelonzekerheden van de totale jaargemiddelde depositie voor de landelijke schaal komen uit op 20% (SOx, 25% (NOx) en 30% (NH3). Voor de lokale schaal is dit respectievelijk 50% (SOx), 60% (NOx) en 95% (NH3). De onzekerheidsschattingen zijn gebaseerd op landelijke emissies met een raster van 5×5 kilometer (SOx en NOx) en 500×500 meter (NH3).

## Techniek
De eerste versie van OPS verscheen in of kort voor 1989, geschreven in Fortran 77. Versies vrijgegeven in 2020 gebruiken Fortran 90, waarbij traditionele Fortran 77 elementen nog gebruikt worden. De broncode van OPS is beschikbaar gesteld op GitHub met de licentie GPLv3.